# Shuixing
En astronomie chinoise, Shuixing (chinois : 水星, pinyin : shuǐxīng, littéralement « étoile de l'eau ») est un des noms traditionnels donné à la planète Mercure.

## Référence
- (en) Francis Richard Stephenson et David A. Green, Historical supernovae and their remnants, Oxford, Oxford University Press, 2002, 252 p. (ISBN 0198507666), pages 218 à 222.